# 鴻巣市立鴻巣西中学校
鴻巣市立鴻巣西中学校（こうのすしりつ こうのすにしちゅうがっこう）は、埼玉県鴻巣市大間にある市立中学校。通称は「西中」（にしちゅう）、または「鴻西」（こうにし）。生徒数は各学年150名前後で合計約450名ほどである。

## 沿革
- 1980年
  - 4月1日 - 中学校通学区編成に伴い、馬室小、田間宮小、鴻巣南小の一部を通学区として、鴻巣市立鴻巣西中学校創設。田中嶋忠利が初代校長となる
  - 5月15日 - 校章が決まる
- 1981年
  - 4月28日 - 鴻巣西中学校落成式挙行。この日を開校記念日とする
  - 6月22日 - 校歌発表会
- 1984年4月1日 - 鴻巣南中学校の新設に伴う通学区の変更により一部生徒が転出
- 1985年11月16日 - 第1回競歩大会（熊谷→鴻巣）実施
- 1991年3月11日 - コンピュータ室完成
- 1992年3月26日 - 武道館完成
- 1996年11月1日 - さわやか相談室完成

### 歴代校長
- 初代 - 田中嶋忠利
- 2代目 - 大畑重夫
- 3代目 - 白井幸雄
- 4代目 - 内田博己
- 5代目 - 真下義明
- 6代目 - 塚越弘之
- 7代目 - 吉田盛
- 8代目 - 山田文秀
- 9代目 - 黒澤久好
- 10代目 - 秋池功
- 11代目 - 吉田順明
- 12代目 - 関根茂夫（現職）

## 教育目標
- 心豊かで たくましい 西中生
  - 判断 - 自ら考え、判断し、行動できる生徒
  - 努力 - ものごとに全力をつくす生徒
  - 協力 - 思いやりをもち、人につくす生徒
  - 感動 - 豊かな感性を持つ生徒
  - 健康 - 自ら心身を鍛える健全な生徒

- 西中プライド凡事徹底

## 学校行事
- 4月 入学式、土手弁当、新入生歓迎会
- 5月 離任式、1年校外学習、体育祭
- 6月 3年修学旅行（京都・奈良方面）、生徒総会、学校総合班大会
- 7月 三者面談、土曜授業
- 8月 夏休み
- 9月 生徒会選挙、2年生社会体験チャレンジ事業(職場体験)
- 10月 資源回収、駅伝班大会、合唱祭（クレアこうのす）
- 11月 競歩大会（熊谷 - 鴻巣間15km）
- 12月 2年校外学習（鎌倉方面）
- 1月 1年スキー林間（菅平）
- 2月
- 3月 三送会（3年生を送る会）、卒業式、終了式

## 生徒会活動
生徒会本部
- 学年委員会
- 美化委員会
- 給食委員会
- 奉仕委員会
- 生活安全委員会
- 保健委員会
- 広報委員会
- 体育委員会
- 図書委員会
- 選挙管理委員会
- 合唱委員会

## 部活動
運動部
- 野球部（男）
- サッカー部（男）
- テニス部（男・女）
- 陸上部（男・女）
- バスケットボール部（男・女）
- 卓球部（男・女）
- 剣道部（男・女）
- バレーボール部（女）

文化部
- 吹奏楽部
- 美術部
- 生物部

## 交通
- 最寄り駅はJR高崎線鴻巣駅

## 出身者
- 照英 - 俳優・タレント